# Una gita pericolosa
Una gita pericolosa (White Water Summer) è un film drammatico del 1987 diretto da Jeff Bleckner.

## Trama
È estate. Alan Block è un adolescente di città che già sa cosa farà durante le vacanze (o almeno sa cosa non farà) ma i suoi progetti vengono stravolti quando i genitori, Jerry e Virginia, decidono di iscriverlo a un corso di sopravvivenza guidato da Vic, un esperto escursionista autoritario e dal grande carisma. Convinti che sei settimane nella natura selvaggia lo aiuteranno a maturare, i genitori lo costringono a partecipare, nonostante le sue proteste. Alan si unisce così a tre coetanei, Chris, Mitch e George, in un'escursione che si rivela più dura del previsto. Deriso da Chris e George, e messo costantemente alla prova da Vic, Alan fatica ad adattarsi. Così, ad esempio, dopo aver inciso le sue iniziali su un albero, viene punito con la confisca del coltello. Un altro scontro si verifica quando, durante una nuotata nel fiume, Alan e Mitch ascoltano una partita alla radio, che Vic sequestra immediatamente. Il rapporto tra Alan e Vic si fa sempre più teso. Vic lo nomina suo aiutante in un'ardua discesa di rafting ma Alan perde un remo e si convince che l'uomo lo abbia deliberatamente messo in difficoltà. In seguito, il gruppo deve attraversare un pericoloso ponte di corda, e Alan, in preda al panico, dimentica i pali della tenda dall'altra parte. Vic lo costringe a tornare indietro da solo e, quando Alan mente dicendo di non averli trovati, Vic lo smaschera, avendo osservato ogni sua mossa.
L'episodio più grave si verifica quando Alan inventa una trappola per pesci invece di seguire il metodo di Vic. Infuriato, quest'ultimo lo punisce abbandonandolo su un'isola finché non avrà pulito il pescato. Ma Alan si ribella, passando la notte senza cedere al volere dell'istruttore. Quando viene recuperato il giorno dopo, il gruppo scopre che Vic è scomparso. Stanchi della sua autorità, i ragazzi iniziano a prendere decisioni autonome, ma Vic ritorna e li conduce verso una nuova sfida: scalare il pericoloso Devil’s Tooth. Durante l'impresa, Alan si ritrova sospeso nel vuoto e Vic rifiuta di aiutarlo, costringendolo a trovare una via di salvezza da solo. La tensione tra il gruppo e Vic raggiunge il culmine quando Chris sfida apertamente il leader, scatenando un confronto che cambierà per sempre la dinamica del gruppo.